# Federação Groenlandesa de Voleibol
A Federação Groenlandesa de Voleibol  (em dinamarquês:Kalaallit Nunaanni Volleyballertartut Kattuffiat KVK) é  uma organização fundada em 1955 que governa a pratica de voleibol na Groenlândia, sendo membro da Federação Internacional de Voleibol e da Confederação Européia de Voleibol, a entidade é responsável por  organizar  os campeonatos nacionais de  voleibol masculino e feminino no país.